# Cartagena FC
A Cartagena FC, teljes nevén Cartagena Fútbol Club egy spanyol labdarúgócsapat. A klubot 1940-ben alapították, jelenleg a negyedosztályban szerepel. Székhelye Cartagena városa.
2003-tól 2009-ig a ma a másodosztályban szereplő FC Cartagena tartalékcsapataként működött, 2010 óta ismét független csapat, így feljutása nincs az előbb említett klubhoz kötve.

## Statisztika
| Szezon      | Osztály    | Poz. | Copa del Rey |
| ----------- | ---------- | ---- | ------------ |
| 1940/41-től | Regionális | —    |              |
| 1952/53-ig  | Regionális | —    |              |
| 1953/54     | 3ª         | 16.  |              |
| 1954/55     | 3ª         | 4.   |              |
| 1955/56     | 3ª         | 2.   |              |
| 1956/57     | 3ª         | 4.   |              |
| 1957/58     | 3ª         | 2.   |              |
| 1958/59     | 3ª         | 3.   |              |
| 1959/60     | 3ª         | 5.   |              |
| 1960/61     | 3ª         | 2.   |              |
| 1961/62     | 2ª         | 11.  |              |
| 1962/63     | 2ª         | 13.  |              |
| 1963/64     | 3ª         | 2.   |              |
| 1964/65     | 3ª         | 2.   |              |
| 1965/66     | 3ª         | 2.   |              |
| 1966/67     | 3ª         | 4.   |              |
| 1967/68     | 3ª         | 3.   |              |
| 1968/69     | 3ª         | 2.   |              |
| 1969/70     | 3ª         | 4.   |              |
| 1970/71     | 3ª         | 2.   |              |
| 1971/72     | 3ª         | 2.   |              |

| Szezon  | Osztály    | Poz. | Copa del Rey |
| ------- | ---------- | ---- | ------------ |
| 1972/73 | 3ª         | 2.   |              |
| 1973/74 | 3ª         | 3.   |              |
| 1974/75 | 3ª         | 17.  |              |
| 1975/76 | Regionális | —    |              |
| 1976/77 | Regionális | —    |              |
| 1977/78 | 3ª         | 2.   |              |
| 1978/79 | 3ª         | 5.   |              |
| 1979/80 | 3ª         | 1.   |              |
| 1980/81 | 2ªB        | 5.   |              |
| 1981/82 | 2ªB        | 2.   |              |
| 1982/83 | 2ª         | 16.  |              |
| 1983/84 | 2ª         | 16.  |              |
| 1984/85 | 2ª         | 8.   |              |
| 1985/86 | 2ª         | 14.  |              |
| 1986/87 | 2ª         | 3.   |              |
| 1987/88 | 2ª         | 20.  |              |
| 1988/89 | 2ªB        | 7.   |              |
| 1989/90 | 2ªB        | 11.  |              |
| 1990/91 | 2ªB        | 2.   |              |
| 1991/92 | 2ªB        | 1.   |              |
| 1992/93 | 2ªB        | 5.   |              |

| Szezon   | Osztály     | Poz. | Copa del Rey |
| -------- | ----------- | ---- | ------------ |
| 1993/94  | 2ªB         | 5.   |              |
| 1994/95  | 2ªB         | 16.  |              |
| 1995/96  | 3ª          | 2.   |              |
| 1996/97  | 3ª          | V    |              |
| 1997-től | Nem indult  | —    |              |
| 2002-ig  | Nem indult  | —    |              |
| 2002/03  | 1ª Territ.  |      |              |
| 2003/04  | 1ª Territ.  |      |              |
| 2004/05  | Terr. Pref. |      |              |
| 2005/06  | Terr. Pref. | 7.   |              |
| 2006/07  | Terr. Pref. | 9.   |              |
| 2007/08  | Terr. Pref. | 11.  |              |
| 2008/09  | Terr. Pref. | 3.   |              |
| 2009/10  | 3ª          | 13.  |              |
| 2010/11  | 3ª          | —    |              |

## Ismertebb játékosok
| - Jesús Julián Lucendo - Juan Cantarutti - Pedro Chazarreta - Rodríguez Ferrer - Armando Husillos - Américo Brizzola - Norberto Huezo - Kiss Sándor - Tatono - Alejandro Sagarduy - Fernando Arteaga - Francisco Valle - Martín Roales - José Luis Arjol - Alberto Vallina - Andrés Fernández - Manuel Requena | - Juan José Estella - Pedro Cordero - Paco Sánchez - Cecilio Zunzunegui - Quini - José Sigüenza - Carlos Llorens - José Zapatera - Asier Garitano - Fernando Marcos - César Gálvez - Mikel Roteta - Narciso Rodríguez - Enric Cuxart - José Carlos Trasante - Daniel Fernández |

## Fordítás
- Ez a szócikk részben vagy egészben  a   Cartagena FC című angol Wikipédia-szócikk fordításán alapul.  Az eredeti cikk szerkesztőit annak laptörténete sorolja fel. Ez a jelzés csupán a megfogalmazás eredetét és a szerzői jogokat jelzi, nem szolgál a cikkben szereplő információk forrásmegjelöléseként.

## Külső hivatkozások
- Hivatalos weboldal Archiválva 2011. július 11-i dátummal a Wayback Machine-ben
- Futbolme.com